# Кубок Румунії з футболу 2017—2018
Кубок Румунії з футболу 2017–2018 — 80-й розіграш кубкового футбольного турніру в Румунії. Титул всьоме здобув КС Університатя (Крайова).

## Календар
| Раунд           | Дата                        | Матчі | Клуби    |
| --------------- | --------------------------- | ----- | -------- |
| Перший раунд    | 9 серпня 2017               | 26    | 123 → 97 |
| Другий раунд    | 22 серпня 2017              | 29    | 97 → 68  |
| Третій раунд    | 12-13 вересня 2017          | 18    | 68 → 50  |
| Четвертий раунд | 3-4 жовтня 2017             | 18    | 50 → 32  |
| 1/16 фіналу     | 24-26 жовтня 2017           | 16    | 32 → 16  |
| 1/8 фіналу      | 28-30 листопада 2017        | 8     | 16 → 8   |
| 1/4 фіналу      | 27 лютого - 13 березня 2018 | 4     | 8 → 4    |
| 1/2 фіналу      | 18 квітня/9-10 травня 2018  | 4     | 4 → 2    |
| Фінал           | 27 травня 2018              | 1     | 2 → 1    |

## Регламент
У перших п'яти раундах беруть участь клуби нижчих дивізіонів чемпіонату Румунії. Клуби провідного дивізіону стартують з 1/16 фіналу. На всіх стадіях окрім півфіналів, команди грають по одному матчу.

## 1/16 фіналу
| Команда 1                      | Рахунок      | Команда 2                 |
| ------------------------------ | ------------ | ------------------------- |
| 24 жовтня 2017                 |              |                           |
| Сепсі                          | 0:2          | КС Університатя (Крайова) |
| Арджеш (Пітешть) (2)           | 1:2          | КСМС Ясси                 |
| Петролул (3)                   | 1:1 пен. 3:4 | Міовень (2)               |
| Університатя (Клуж-Напока) (3) | 2:1          | Штіїнца (Мирослава) (2)   |
| 25 жовтня 2017                 |              |                           |
| Академіка (Клінчень) (2)       | 0:1          | Кіндія (Тирговіште) (2)   |
| Афумаць (2)                    | 5:2          | УТА Арад (2)              |
| Уніря (Слобозія) (3)           | 4:0          | Тиргу-Муреш (2)           |
| Металоглобус (Бухарест) (2)    | 1:2          | Газ Метан                 |
| Германнштадт (2)               | 1:0 дч       | Волунтарі                 |
| Дачія Уніря (Браїла) (2)       | 1:2          | Ювентус (Бухарест)        |
| Школар (Решица) (3)            | 2:4          | Віторул (Констанца)       |
| Сенетатя (Клуж) (3)            | 1:6          | ФКСБ                      |
| Конкордія                      | 0:3          | Астра                     |
| АСУ Політехніка Тімішоара (2)  | 0:1          | АКС Полі Тімішоара        |
| 26 жовтня 2017                 |              |                           |
| Ботошані                       | 1:1 пен. 3:2 | ЧФР (Клуж-Напока)         |
| Аеростар (Бакеу) (3)           | 0:1          | Динамо (Бухарест)         |

## 1/8 фіналу
| Команда 1                      | Рахунок      | Команда 2                 |
| ------------------------------ | ------------ | ------------------------- |
| 28 листопада 2017              |              |                           |
| Уніря (Слобозія) (3)           | 0:2          | КСМС Ясси                 |
| Афумаць (2)                    | 2:3 дч       | КС Університатя (Крайова) |
| Ботошані                       | 3:2          | Віторул (Констанца)       |
| 29 листопада 2017              |              |                           |
| Міовень (2)                    | 0:1          | Газ Метан                 |
| Університатя (Клуж-Напока) (3) | 1:1 пен. 1:3 | Динамо (Бухарест)         |
| 30 листопада 2017              |              |                           |
| Кіндія (Тирговіште) (2)        | 0:2 дч       | Астра                     |
| АКС Полі Тімішоара             | 0:3          | ФКСБ                      |
| Германнштадт (2)               | 2:0          | Ювентус (Бухарест)        |

## 1/4 фіналу
| Команда 1                 | Рахунок | Команда 2         |
| ------------------------- | ------- | ----------------- |
| 27 лютого 2018            |         |                   |
| Газ Метан                 | 1:0     | Астра             |
| 1 березня 2018            |         |                   |
| Германнштадт (2)          | 3:0     | ФКСБ              |
| 6 березня 2018            |         |                   |
| КС Університатя (Крайова) | 1:0     | Динамо (Бухарест) |
| 13 березня 2018           |         |                   |
| Ботошані                  | 3:2 дч  | КСМС Ясси         |

## 1/2 фіналу
| Команда 1                 | Заг.    | Команда 2 | 1-й матч | 2-й матч |
| ------------------------- | ------- | --------- | -------- | -------- |
| 17 квітня/10 травня 2018  |         |           |          |          |
| Германнштадт (2)          | 3:3 (ч) | Газ Метан | 1:0      | 2:3      |
| 19 квітня/9 травня 2018   |         |           |          |          |
| КС Університатя (Крайова) | 6:3     | Ботошані  | 5:1      | 1:2      |

## Фінал
| 27 травня 2018 21:00 (EEST) |

| Германнштадт (2) | 0:2      | КС Університатя (Крайова) |
| ---------------- | -------- | ------------------------- |
|                  | Протокол | Вадженін 30' Мітріце 58'  |

| «Національний стадіон», Бухарест Глядачів: 30 640 Арбітр: Марчел Мирсан |

| Германнштадт | Університатя |